# Clypeoniscus stenetrii
Clypeoniscus stenetrii is een pissebed uit de familie Cabiropidae. De wetenschappelijke naam van de soort is voor het eerst geldig gepubliceerd in 1920 door Barnard.